# Macrolepiota
Гриб-зо́нтик (Макролепіо́та) (лат. Macrolepiota) — рід грибів родини Агарикових (Agaricaceae). В народі також - курочка, через подібність смакових характеристик.

Найбільш відомі види їстівні, деякі вважаються делікатесними.

## Таксономія
Наукові синоніми (гетеротипні):
- Lepiota (Pers.) Gray, 1821
- Lepiotella Rick(інші мови), 1938
- Rickella Locq.(інші мови), 1952
- Volvolepiota Singer, 1959

Типовий вид Macrolepiota procera (Scop.) Singer, 1948
Назва роду походить від грецького слова makros — «великий» і назви роду Lepiota.
Рід був описаний Р. Зінгером у 1948 р., який виділив його з роду Lepiota sensu lato. Морфологічно близький до родів Хлорофілум (Chlorophyllum), Білопечериця (Leucoagaricus) та Білогнойовик (Leucocoprinus), систематичне положення багатьох представників цих родів до кінця XX ст. не було остаточно з'ясовано.
З появою наприкінці XX ст. молекулярно-генетичних методик біологічної класифікації деякі види перенесено в інші роди, старі українські назви «гриб-зонтик» для них поки що зберігаються.

## Опис
Плодові тіла від середніх до великих розмірів, шапинкові, центральні. Тип розвитку — пілеокарпний.
Шапинка в молодому віці яйцеподібна або напівкуляста, у зрілих грибів плоска або широдзвоноподібна, товсто- або тонком'ясиста, біла або світла, з низьким, округлим або загостреним горбком. Шкірка від білуватої до коричневої, звичайно остається цілою на горбку, а на решті поверхні шапинки швидко розтріскується і утворює лусочки.
М'якуш шапинки білий, у деяких видів забарвлюється при пошкодженні.
Ніжка циліндрична, порожня, іноді щільна, волокниста, часто з бульбоподібною основою, легко відокремлюється від шапинки.
Пластинки вільні, білі або світло-кремові, часті, біля ніжки утворюють тонкий хрящоподібний коларіум.
Залишки покривала: кільце плівчасте, біле або буро, рухливе; піхва відсутня.
Споровий порошок білий або кремовий.
Спори еліпсоїдні, гладенькі, безбарвні, метахроматичні, псевдоамілоїдні, з порою проростання.
Трама пластинок правильна або майже правильна.
Хейлоцистиди є, плевроцистиди відсутні.

## Екологія
Головним чином сапротрофи, ростуть на ґрунті в лісах і різних посадках, частіше у світлих місцях — на галявинах, узліссях, уздовж просік; поза лісами — на луках, полях, у степу, іноді в оранжереях.
Поширені на всіх континентах, окрім Антарктиди.

## Види
- Macrolepiota brunnescens(інші мови) Vellinga(інші мови), 2003
- Macrolepiota clelandii(інші мови) Grgur.(інші мови), 1997
- Macrolepiota dolichaula(інші мови) (Berk. & Broome) Pegler(інші мови) & R.W.Rayner(інші мови), 1969
- Macrolepiota excoriata(інші мови) (Schaeff.) Wasser, 1978 — Гриб-зонтик білий(інші мови), або польовий
- Macrolepiota fuligineosquarrosa(інші мови) Malençon(інші мови), 1979
- Macrolepiota fuliginosa(інші мови) (Barla(інші мови)) Bon(інші мови), 1977 [syn. Macrolepiota permixta auct. pl.]
- Macrolepiota gracilenta(інші мови) (Krombh.) Wasser, 1978
- Macrolepiota konradii(інші мови) (Huijsman(інші мови) ex P.D.Orton) Mos., 1967 — Гриб-зонтик Конрада(інші мови)
- Macrolepiota mastoidea(інші мови) (Fr.) Singer, 1951 — Гриб-зонтик соскоподібний(інші мови)
- Macrolepiota procera (Scop.) Singer, 1948 — Гриб-зонтик великий, або строкатий
- Macrolepiota pulchella(інші мови) de Meijer & Vellinga(інші мови), 2003

Види, що було перенесено до інших родів:
- Macrolepiota abruptibulba (R.Heim) Heinem., 1969 = Chlorophyllum abruptibulbum(інші мови) (R.Heim) Vellinga(інші мови), 2002
- Macrolepiota alborubescens (Hongo(інші мови)) Hongo, 1986 = Chlorophyllum alborubescens(інші мови) (Hongo) Vellinga, 2002
- Macrolepiota bohemica (Wichanský) Krieglst.(інші мови), 1981 = Macrolepiota brunnea (Farl. & Burt(інші мови)) Wasser, 1993 = Chlorophyllum brunneum(інші мови) (Farl. & Burt) Vellinga, 2002
- Macrolepiota neomastoidea (Hongo) Hongo, 1986 = Chlorophyllum neomastoideum(інші мови) (Hongo) Vellinga, 2002
- Macrolepiota olivieri (Barla(інші мови)) Wasser, 1980 = Chlorophyllum olivieri(інші мови) (Barla) Vellinga, 2002 — Гриб-зонтик Олів'є(інші мови)
- Macrolepiota puellaris (Fr.) Mos., 1967 = Macrolepiota nympharum (Kalchbr.) Wasser, 1985 = Leucoagaricus nympharum (Kalchbr.) Bon, 1977 — Гриб-зонтик дівочий
- Macrolepiota rhacodes (Vittad.) Singer, 1951 = Chlorophyllum rhacodes (Vittad.) Vellinga, 2002 — Гриб-зонтик червоніючий